# Laguna Chica (río Casas Viejas)
La laguna Chica es un cuerpo de agua superficial léntico ubicado cerca de la frontera internacional de la Región de Magallanes.
No confundir con la laguna Chica (San Pedro de la Paz), en la Región del Biobío.

## Hidrología
El mapa no muestra un emisario para esta laguna. En este artículo esta asociada a la cuenca del río Hollemberg.

## Historia
Luis Risopatrón la describe en su Diccionario Jeográfico de Chile de 1924:: 195 
Chica (Laguna) 51° 45' 72° 08'. Pequeña se encuentra a 160 m de altitud, en la banda E del rio de Las Casas Viejas, mui cerca de la línea de límites con la Arjentina. 122, p. 168 cuadro 5; i N en 134.